# Огнёвка карликовая
Огнёвка карликовая — порода декоративных  кроликов.

## Описание породы
Порода  имеет яркий окрас,а шерсть мягкая и переливающаяся. Глаза и ноздри огненного карлика  очерчены. Темные пятна также выделяют живот, грудь и ушки животного.
Кролики породы баран особенно популярны в Европе среди кролиководов. С помощью селекции во многих странах мира были получены другие различные породы, например большой успех получили немецкие селекционеры, их кролики немецкий баран достигают примерно 5,5 кг (иногда и больше) живого веса.
Голова у этих кроликов массивная и с широким лбом, нос немножко загнут вниз, свисающие большие уши. Внешне очень похожи на баранов, поэтому и получили такое название породы. Длина туловища от 60 до 70 см, обхват груди широкий, спина также широкая и немного удлинённая, иногда провисшая, круп округлый.
Кролики баран отличаются особой скороспелостью, их туловище широкое и сбитое, очень хорошо развиты мясные формы, что свидетельствует о высоком качестве мяса, по этому их относят к животным с мясным направлением. Вес в среднем составляет до 4 кг, бывает даже в отдельных случаях и от 8 до 10 кг.  Плодовитость крольчих не высокая, в среднем за окрол от 4 до 7 крольчат. Шкурки получают в основном крупных размеров с густым, плотным, мягким волосяным покровом различного окраса.

## Описание характера
Кролики породы карликовая огнёвка отличаются особым спокойствием среди других пород. Говорят, что ушную раковину плотно прижимает ухо, по этому они меньше восприимчивы на внешнее раздражители из-за плохого слуха.
Данная порода карликовых кроликов активна и любознательна. Карликовые огнёвки открыты и направлены на общение с людьми.

## Уход за карликовыми кроликами
Уход за карликовыми кроликами не трудный. Исключение составляют лишь длинношерстые породы. Сами по себе эти животные чрезвычайно чистоплотны, и большую часть времени они посвящают уходу за шерсткой. У кроликов, живущих в теплых квартирах, период линьки длится  дольше, чем у тех, кто живёт на открытом воздухе. Во время линьки животных следует чаще расчесывать специальной щеткой. В остальное время короткошерстных зверьков можно расчесывать по желанию, а вот для шубки длинношерстного кролика требуется ежедневный уход, иначе шерстка может спутаться. Тогда без выстригания шерсти не обойтись.
Кроме всего прочего, кроликам следует стричь когти маникюрными ножницы. Если у питомца светлые коготки, то на них хорошо заметны кровеносные сосуды в основании. Стричь нужно аккуратно, стараясь не повредить их. С когтями тёмных кроликов следует обращаться более осторожно, чтобы также не повредить этот участок.
В целом уход за карликовыми кроликами чрезвычайно прост. Их достаточно иногда мыть, расчёсывать и стричь им когти.